# Liste der Naturdenkmale in Gomaringen
| Naturdenkmale | Anzahl |
| ------------- | ------ |
| FND           | 1      |
| END           | 6      |
| Gesamt        | 7      |

Die Liste der Naturdenkmale in Gomaringen nennt die verordneten Naturdenkmale (ND) der im baden-württembergischen Landkreis Tübingen liegenden Gemeinde Gomaringen. In Gomaringen gibt es insgesamt sieben als Naturdenkmal geschützte Objekte, davon ein flächenhaftes Naturdenkmal (FND) und sechs Einzelgebilde-Naturdenkmale (END).
Stand: 31. Oktober 2016.

## Flächenhafte Naturdenkmale (FND)
| Name                     | Bild | Kennung     | Einzelheiten          | Position | Fläche Hektar | Datum         |
| ------------------------ | ---- | ----------- | --------------------- | -------- | ------------- | ------------- |
| Geigesried               | BW   | 84160150085 | Dußlingen, Gomaringen | ⊙        | 3,7           | 26. Jan. 1989 |
| Legende für Naturdenkmal |      |             |                       |          |               |               |

## Einzelgebilde (END)
| Name                                           | Bild | Kennung     | Einzelheiten | Position | Fläche Hektar | Datum         |
| ---------------------------------------------- | ---- | ----------- | ------------ | -------- | ------------- | ------------- |
| Eiche beim Schützenhaus                        |      | 84160150091 | Gomaringen   | ⊙        | 0,0           | 10. März 1955 |
| Friedensbuche                                  | BW   | 84160150093 | Gomaringen   | ⊙        | 0,0           | 10. März 1955 |
| 1 Sommerlinde, 1 Winterlinde, „Friedenslinden“ |      | 84160150101 | Gomaringen   | ⊙        | 0,0           | 16. Apr. 1985 |
| 1 Stieleiche, „Eiche am Rahnberg“              |      | 84160150094 | Gomaringen   | ⊙        | 0,0           | 16. Apr. 1985 |
| 2 Linden am Festplatz                          |      | 84160150090 | Gomaringen   | ⊙        | 0,0           | 10. März 1955 |
| 5 Mammutbäume                                  |      | 84160150095 | Gomaringen   | ⊙        | 0,0           | 16. Apr. 1985 |
| Legende für Naturdenkmal                       |      |             |              |          |               |               |